# Алексантеринкату
Алексантеринкату (фин. Aleksanterinkatu, швед. Alexandersgatan) — историческая центральная улица Хельсинки. Русское название — Александровская улица. Названа в честь российского императора Александра I. Название улицы — одно из немногих сохранившихся со времён Великого Княжества Финляндского. Большая часть таких улиц в историческом центре города была переименована.

## История
По плану застройки финской столицы, разработанному архитектором Карлом Людвигом Энгелем, эта улица должна была стать главной широтной улицей города, размеры которого были значительно меньше нынешних. Улица начинается неподалёку от Президентского дворца (бывшей резиденции русских генерал-губернаторов Финляндии), проходит через Сенатскую площадь и продолжается до современного проспекта Маннергейма (фин. Mannerheimintie. швед. Mannerheimsgatan), нынешней главной и самой длинной улицы финской столицы.
Первоначальное название улицы — Суурикату (фин. Suurikatu, швед. Storgatan), что означает «Большая улица». Современное название получила в 1833 году. Разговорное название улицы, которое часто употребляется и в письменной речи — Alexi (Алекси).

## Современное значение
На протяжении всей своей истории улица была и остаётся одной из главных торговых улиц Хельсинки. Здесь расположено множество магазинов разных торговых сетей, в том числе один из первых крупных магазинов Финляндии «Алекси, 13», первый по времени открытия в Финляндии фирменный магазин фирмы «Nokia» просуществовал до апреля 2014 года, банки, рестораны, кафе. В то же время улица представляет собой один из главных туристских объектов столицы Финляндии. С 1948 года в период Рождественских праздников она всегда украшается.

## Транспорт
Единственный вид общественного транспорта, маршруты которого проходят через Алексантеринкату — трамвай.